# Inna Nikolajewna Leman-Balanowskaja
Inna Nikolajewna Leman-Balanowskaja, geboren Leman, (russisch Инна Николаевна Леман-Балановская; * 18. Junijul. / 30. Juni 1881greg. in Pawlowsk; † April 1945 in Taschkent) war eine russische bzw. sowjetische Astronomin.

## Leben
Als eines der vier Kinder eines altadligen hohen Ministerialbeamten studierte Leman 1899–1903 in St. Petersburg in den Höheren Bestuschew-Kursen für Frauen in der Physikalisch-Mathematischen Fakultät und war darauf Auswerterin in der Hydrologie-Verwaltung St. Petersburgs. Daneben betätigte sie sich wissenschaftlich am Lehrstuhl für Astronomie der Bestuschew-Kurse bei Alexander Schdanow und Oskar Backlund. Sie kannte die Bücher Camille Flammarions und anderer Astronomen.

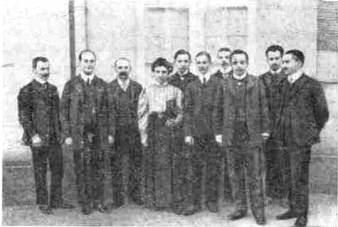
Leman mit Schwarzschild (3. v. l.) und Studenten der Universität Göttingen

Als in der Revolution 1905 die Bestuschew-Kurse geschlossen wurden, folgte Leman der Empfehlung, ihre Ausbildung im Ausland zu verbessern. Nach dem Besuch weniger Vorlesungen an der Universität von Paris 1905 studierte sie an der Universität Göttingen Astronomie bei Karl Schwarzschild und arbeitete in der Sternwarte Göttingen. Dort schloss sie das Studium bei Johannes Franz Hartmann mit der Promotion zur Dr. phil. 1910 mit Auszeichnung ab.
Zurück in St. Petersburg arbeitete Leman zunächst am Lehrstuhl für Astronomie der Bestuschew-Kurse. Sie wurde 1913 auf Einladung Aristarch Belopolskis Auswerterin im Pulkowo-Observatorium. Dort lernte sie den Astronomen Innokenti Balanowski (1885–1938/1939) kennen, heiratete ihn 1914 und wechselte mit ihm zum Observatorium Nikolajew.
Nach der Oktoberrevolution kehrte Leman mit ihrem Mann zum Pulkowo-Observatorium zurück.
Während des Großen Terrors wurde Leman am 7. September 1937 verhaftet wie auch eine Gruppe von Astronomen mit ihrem Mann (sogenannte Pulkowo-Affäre). Als Mitglied der Familie eines Vaterlandsverräters wurde sie am 9. Oktober 1937 zu 5 Jahren Lagerhaft verurteilt, die sie vollständig in der Narym-Abteilung des westsibirischen Lagers SIBLAG des NKWD verbüßte (rehabilitiert am 12. Juni 1989).
Als im Deutschen Angriffskrieg gegen die Sowjetunion das Simeis-Observatorium in die usbekische Breitengrad-Station Kitob 500 km südlich von Taschkent evakuiert worden war, arbeitete dort  Leman 1943. Sie starb im April 1945 in Taschkent an Fleckfieber.
Nach Leman wurde der von Grigori Neuimin im Simeis-Observatorium 1915 entdeckte Asteroid (848) Inna benannt.

## Veröffentlichungen (Auswahl)
- Ueber die relative Intensitätsänderung einiger Linien im Spectrum von δ Cephei, 1913, Изв. ГАО, т.5, № 59.
- Ueber die relative Intensitätsänderung der Linien im Spectrum von δ Cephei und S Gemin., 1914, Изв. Акад. наук.
- Recherches sur les elements de l’orbite de l'étoile Polaire d’aprés des spectrogrammes prises à Poulcovo, 1914. Изв. ГАО, № 65.
- О спектре Nova Cygni, 1920.. Сборник статей, ГАО, Петроград.
- О спектре Nova Aquilae (1918–1924), Петроград, Изв. ГАО. т.9.
- Die vorläufigen Elemente des veränderlichen XY Cassiopeiae, Astronom. Nachrichten, 1925.
- Ueber die Elemente des Spectraldoppelsterns α Geminorum, Известия ГАО, 1925.
- Ueber die scheinbare Verteilung der Sterne des Spectraltyps M und K5, 1928, Astronom. Nachrichten.
- Die Eigenbewegungen der Sterne im offenen Sternhaufen NGC 6885 und in seiner Umgebung, Известия ГАО, 1930.
- Catalogue der photographischen Grössen der Sterne der Potsdamer photometrischen Durchmusterung in der Zone + 57°,5 – + 77°,5. 1932, Bulletin de l’Observatoire à Poulcovo.
- Photographic Light Curves of the Variable VW and UZ Cassiopeiae, Poulc. Circ., 1932.
- New variable stars in Perseus, Poulc. Circul., 1934.
- Nine new variables in Taurus., Poulc. Circul., 1936, № 16.
- Investigation of a dark nebula near ξ Persei, Изв. ГАО № 118, 1935.